# Karl Georg Fugger von Babenhausen
Karl Georg Ferdinand Jakob Maria Fugger von Babenhausen, V principe di Babenhausen (Klagenfurt, 15 gennaio 1861 – Klagenfurt, 5 luglio 1925), è stato un principe e politico tedesco.

## Biografia
Karl era l'unico figlio maschio del principe Karl Ludwig Fugger von Babenhausen (4 febbraio 1829 - 12 maggio 1906) e di sua moglie, la contessa Friederike Christalnigg von und zu Gilitzstein (27 maggio 1832 - 17 giugno 1888). 
Come il padre, venne avviato alla carriera militare nell'esercito imperiale austriaco. Al momento della morte dello zio Leopold, principe di Babenhausen nel 1885, era tenente del 12º reggimento ulani dell'esercito austro-ungarico. Dal 1887 al 1894 prestò servizio nel 9º reggimento ussari di Sopron e nel 1894 passò all'11º reggimento ussari di Steinamanger.
Quando suo padre divenne principe, lui divenne principe ereditario della casata dei Fugger von Babenhausen. Gli sforzi fatti da suo padre e da suo zio per risanare le casse della famiglia, provate dalla fine del Sacro Romano Impero e dalla perdita dei domini secolari della casata, furono vanificati da Karl che sin da piccolo sviluppò una grande tendenza al gioco d'azzardo. Tra il 1885 e il 1905 sperperò oltre un milione di marchi che aveva ricevuto sotto forma di indennità e regali, e si trovò debitore nei confronti del Vienna Jockey Club per un prestito di circa 1,5 milioni di marchi. Di conseguenza, nel 1905, venne dichiarato incapace di intendere e di volere dal tribunale distrettuale di Augusta "per stravaganza" e venne privato della sua dignità di membro della Camera dei Signori di Baviera. Il conte (principe dal 1914) Carl Ernst Fugger von Kirchheim-Glött-Oberndorf venne nominato suo tutore.
Malgrado tutto ciò, il principe Karl continuò ad essere un personaggio di spicco della società austriaca e di quella bavarese, invitato nei salotti e presente sui giornali. Ciò che lo limitava era la tutela alla quale era sottoposto, che gli impediva di svolgere transazioni legali e per questo decise di trascorrere la maggior parte della sua vita in Austria, al castello di Meiselberg, in Carinzia, sede degli antenati di sua madre, mentre sua moglie coi figli si trasferirono da Vienna al castello di Babenhausen nel 1906.
Il 1 gennaio 1908, mentre si trovava con la moglie alla festa di capodanno organizzata all'Hotel Bristol di Vienna, Frida Uhl, ex moglie dello scrittore August Strindberg, gli puntò contro una pistola dopo alcuni scambi d'accuse e premette il grilletto. Il principe rimase miracolosamente illeso.
Nell'estate del 1908, il principe Karl Georg venne trasferito dall'8º reggimento ussari al 6° col grado di rittermeister. Il 1º giugno 1909 ottenne il grado di maggiore ed il comando degli ussari di Seebach.
Dopo lo scoppio della prima guerra mondiale fu promosso al grado di colonnello nel novembre 1914. Il 1915 venne trasferito dal 6º reggimento ussari al 3°, del quale assunse il comando. Dopo la fine della guerra si ritirò dal servizio militare attivo e visse perlopiù in Carinzia. Dopo una lunga malattia, morì il 5 luglio 1925 nel sanatorio delle Suore della Santa Croce a Klagenfurt. Il 7 luglio 1925 si svolsero i funerali nella chiesa di Annabichl, con grande partecipazione della popolazione. La salma venne quindi trasferita nella tomba di famiglia a St. Michael am Zollfeld.

## Matrimonio e figli
Karl Georg sposò l'8 gennaio 1887 la principessa Eleonora von Hohenlohe-Bartenstein (4 ottobre 1864-1 marzo 1945), sua cugina, molto attiva nell'organizzare salotti culturali . La coppia ebbe sei figli:
- Friederike Maria (27 ottobre 1887-4 luglio 1949), sposò nel 1908 sir Adrian Carton de Wiart.
- Georg Constantin (24 luglio 1889-1 agosto 1934), sposò nel 1914 la contessa Elisabeth von Plessen.
- Sylvia Rosa (8 maggio 1892-13 aprile 1949)
- Leopold Heinrich (18 luglio 1893-8 luglio 1966), sposò nel 1924 la contessa Vera Czernin von Chudenitz und Morzin
- Maria Theresia (1 giugno 1899-18 giugno 1994), sposò nel 1921 il principe Heinrich von Hanau zu Hořowice, conte di Schaumburg (1900-1971), figlio di Friedrich August von Hanau
- Helene Aloysia (21 giugno 1908-1915).

## Ascendenza
|                                                                |                                                  |                                                   | Genitori                                                                                |  |  | Nonni |  |  | Bisnonni                                                       |  |  | Trisnonni                               |  |
|                                                                |                                                  |                                                   |                                                                                         |  |  |       |  |  | Anselm Maria Fugger von Babenhausen, I principe di Babenhausen |  |  | Anselm Viktorian Fugger von Babenhausen |  |
|                                                                |                                                  |                                                   |                                                                                         |  |  |       |  |  | Anselm Maria Fugger von Babenhausen, I principe di Babenhausen |  |  | Anselm Viktorian Fugger von Babenhausen |  |
|                                                                |                                                  | Maria Walburga von Waldburg-Wolfegg               |                                                                                         |  |  |       |  |  | Anselm Maria Fugger von Babenhausen, I principe di Babenhausen |  |  |                                         |  |
| Anton Fugger von Babenhausen, II principe di Babenhausen       |                                                  |                                                   |                                                                                         |  |  |       |  |  | Anselm Maria Fugger von Babenhausen, I principe di Babenhausen |  |  |                                         |  |
|                                                                |                                                  | Maria Antonia Elisabeth von Waldburg-Wurzach      | Eberhard I von Waldburg-Wurzach, I principe di Waldburg-Wurzach                         |  |  |       |  |  |                                                                |  |  |                                         |  |
|                                                                |                                                  | Maria Antonia Elisabeth von Waldburg-Wurzach      | Eberhard I von Waldburg-Wurzach, I principe di Waldburg-Wurzach                         |  |  |       |  |  |                                                                |  |  |                                         |  |
|                                                                |                                                  | Maria Antonia Elisabeth von Waldburg-Wurzach      | Maria Katherine Fugger von Glott                                                        |  |  |       |  |  |                                                                |  |  |                                         |  |
| Karl Ludwig Fugger von Babenhausen, IV principe di Babenhausen |                                                  | Maria Antonia Elisabeth von Waldburg-Wurzach      |                                                                                         |  |  |       |  |  |                                                                |  |  |                                         |  |
|                                                                |                                                  | Karl Joseph von Hohenlohe-Bartenstein             | Ludwig Carl von Hohenlohe-Waldenburg-Bartenstein, III principe di Hohenlohe-Bartenstein |  |  |       |  |  |                                                                |  |  |                                         |  |
|                                                                |                                                  | Karl Joseph von Hohenlohe-Bartenstein             | Ludwig Carl von Hohenlohe-Waldenburg-Bartenstein, III principe di Hohenlohe-Bartenstein |  |  |       |  |  |                                                                |  |  |                                         |  |
|                                                                |                                                  | Karl Joseph von Hohenlohe-Bartenstein             | Polyxena Benedikta von Limburg-Stirum                                                   |  |  |       |  |  |                                                                |  |  |                                         |  |
| Franziska Xaveria von Hohenlohe-Bartenstein                    |                                                  | Karl Joseph von Hohenlohe-Bartenstein             |                                                                                         |  |  |       |  |  |                                                                |  |  |                                         |  |
|                                                                |                                                  | Enrichetta Carlotta di Württemberg                | Ludovico Eugenio di Württemberg                                                         |  |  |       |  |  |                                                                |  |  |                                         |  |
|                                                                |                                                  | Enrichetta Carlotta di Württemberg                | Ludovico Eugenio di Württemberg                                                         |  |  |       |  |  |                                                                |  |  |                                         |  |
|                                                                |                                                  | Enrichetta Carlotta di Württemberg                | Sophie Albertine von Beichlingen                                                        |  |  |       |  |  |                                                                |  |  |                                         |  |
| Karl Georg Fugger von Babenhausen, V principe di Babenhausen   |                                                  | Enrichetta Carlotta di Württemberg                |                                                                                         |  |  |       |  |  |                                                                |  |  |                                         |  |
|                                                                | Franz Dismas Christalnigg von und zu Gilitzstein | Leopold Maria Christalnigg von und zu Gilitzstein |                                                                                         |  |  |       |  |  |                                                                |  |  |                                         |  |
|                                                                | Franz Dismas Christalnigg von und zu Gilitzstein | Leopold Maria Christalnigg von und zu Gilitzstein |                                                                                         |  |  |       |  |  |                                                                |  |  |                                         |  |
|                                                                | Franz Dismas Christalnigg von und zu Gilitzstein | Maria Anna von Gaisruckh                          |                                                                                         |  |  |       |  |  |                                                                |  |  |                                         |  |
| Karl Theodor Christalnigg von und zu Gilitzstein               | Franz Dismas Christalnigg von und zu Gilitzstein |                                                   |                                                                                         |  |  |       |  |  |                                                                |  |  |                                         |  |
|                                                                |                                                  | Johanna Philippine von Rechbach auf Mederndorf    |                                                                                         |  |  |       |  |  |                                                                |  |  |                                         |  |
|                                                                |                                                  |                                                   |                                                                                         |  |  |       |  |  |                                                                |  |  |                                         |  |
|                                                                |                                                  |                                                   |                                                                                         |  |  |       |  |  |                                                                |  |  |                                         |  |
| Friederike Christalnigg von und zu Gilitzstein                 |                                                  |                                                   |                                                                                         |  |  |       |  |  |                                                                |  |  |                                         |  |
|                                                                |                                                  | Ferdinand Johann von Egger                        | Maximillian Thaddäus von Egger                                                          |  |  |       |  |  |                                                                |  |  |                                         |  |
|                                                                |                                                  | Ferdinand Johann von Egger                        | Maximillian Thaddäus von Egger                                                          |  |  |       |  |  |                                                                |  |  |                                         |  |
|                                                                |                                                  | Ferdinand Johann von Egger                        | Gabriele Oktavia von Pinelli                                                            |  |  |       |  |  |                                                                |  |  |                                         |  |
| Pauline Gabriele von Egger                                     |                                                  | Ferdinand Johann von Egger                        |                                                                                         |  |  |       |  |  |                                                                |  |  |                                         |  |
|                                                                |                                                  | Maria Josepha von Gailberg                        |                                                                                         |  |  |       |  |  |                                                                |  |  |                                         |  |
|                                                                |                                                  |                                                   |                                                                                         |  |  |       |  |  |                                                                |  |  |                                         |  |
|                                                                |                                                  |                                                   |                                                                                         |  |  |       |  |  |                                                                |  |  |                                         |  |
|                                                                |                                                  |                                                   |                                                                                         |  |  |       |  |  |                                                                |  |  |                                         |  |